# 天主教利薩拉教區
天主教利薩拉教區（拉丁語：Dioecesis Lisalaënsis）是剛果民主共和國一個羅馬天主教教區，屬姆班達卡-比科羅總教區。

## 現況
教區位於赤道省東部，2004年有教767,232人，佔轄區總人口54.8%。教區下轄廿六個堂區，有五十三名司鐸。教區主教現時出缺，榮休主教為類斯·姆金卡-邦達拉。

## 歷史
1919年4月3日成立新昂韋爾宗座代牧區。1936年1月27日易名。1959年11月10日升為教區。